# اینترادو
اینترادو (انگلیسی: Intrado) شرکت تجهیزات مخابرات آمریکایی است، که در سال ۱۹۷۸ تأسیس شد.